# Brigády Baas
Brigády Baas (Arabsky: كتائب البعث‎, Katā'ib al-Baʿth), též známé jako Brigády Ba'ath nebo Bataliony Ba'ath, byly dobrovolnické milice složené ze členů syrské strany Baas, a to hlavně sunnitského vyznání. Brigády vznikly v syrském guvernorátu Aleppo pod vedením syrského politika Hilala Hilala poté, co povstalci zabrali většinu východní části guvernorátu v létě 2012. Z počátku sloužily brigády Baas k obraně vládních budov a dalších klíčových institucí ve městě Aleppo. S nárůstem členů (z asi 5000 na 7000) mezi lety 2012 a 2013 ale jejich důležitost stoupla a v průběhu roku 2013 se začala tato uskupení formovat i v guvernorátech Latákia a Tartus. Ke konci roku 2013 byly bataliony rozmístěny v Damašku za účelem ochrany obrany stanovišť a k logistickým operacím. Byly základní složkou útoku na Aleppské Staré město začátkem roku 2014. V září 2018 byly brigády rozpuštěny.

## Historie
Brigády Baas se podílely na obraně letecké základny Kuweires společně s elitními syrskými jednotkami Cheetah Forces. Ta byla po tři roky obléhána Islámským státem.